# Toot Baldon
 (octobre 2023).
Pour les articles homonymes, voir Toot et Baldon (homonymie).
Toot Baldon est une paroisse civile et un village de l'Oxfordshire, en Angleterre.